# Lu Li
Lu Li, née le 30 août 1976 dans la province de Hunan en Chine, est une gymnaste chinoise qui a participé et été sacrée championne olympique aux Jeux olympiques d'été de 1992.

## Biographie
Lu a fait son apparition dans l'équipe nationale chinoise à la fin de l'année 1991. Cependant, une maladie du foie l'a presque empêchée de participer aux Jeux olympiques. En avril 1992, quelques mois avant les jeux de Barcelone, elle a fait ses débuts internationaux aux championnats du monde à Paris, où sa performance très innovante aux barres asymétriques attira l'attention du monde de gymnastique. En raison d'un trop grand pas sur la réception, elle se classait à la quatrième place. Beaucoup de spécialistes ont pourtant estimé qu'elle aurait pu devenir championne du monde si elle avait été en mesure d'assurer sa réception.
Lu est surtout connu pour sa médaille d'or aux barres obtenue aux Jeux olympiques d'été de 1992. Elle l'a remporté en réalisant la note maximale de 10. Elle réalisait cette performance la même nuit que la Roumaine Lavinia Miloşovici au sol, mais celle-ci eu droit à plus de publicité que Lu. Lu Li a aussi gagné la médaille d'argent à la poutre (à égalité avec l'Américaine Shannon Miller derrière Tatiana Lysenko). Ce qui fait d'elle la deuxième gymnaste chinoise la plus médaillé aux Jeux olympiques derrière Liu Xuan, bien que beaucoup de fans de la gymnastique estimaient que son exercice à la poutre était trop simple pour mériter une médaille d'argent. Lu eu des problèmes la poutre lors du concours général et échouait à une décevante trente-quatrième place.
En 2000, elle a émigré en Californie où elle s'est mariée et est devenue coach.

## Palmarès

### Jeux olympiques
- Barcelone 1992
  - 4e au concours par équipes
  - 34e au concours général individuel
  -  Médaille d'or aux barres asymétriques
  -  Médaille d'argent à la poutre

### Championnats du monde
- Paris 1992
  - 4e aux barres asymétriques

## Sources
- (en) Cet article est partiellement ou en totalité issu de l’article de Wikipédia en anglais intitulé « Lu Li » (voir la liste des auteurs).